# Alvin Sargent
Alvin Sargent (ur. 12 kwietnia 1927 w Filadelfii, zm. 9 maja 2019 w Seattle) – amerykański scenarzysta filmowy i telewizyjny. Dwukrotny zdobywca Oscara za najlepszy scenariusz. Odpowiedzialny za scenariusze trzech filmów o Spider-Manie.

## Życiorys
Urodził się w Filadelfii w rodzinie żydowskiej jako Alvin Supowitz. Zaczął pracę scenarzysty w telewizji w 1953. Jego scenariopisarskim debiutem filmowym był Gambit (1966) Ronalda Neame’a. Sukces przyniósł mu film Papierowy księżyc (1973) Petera Bogdanovicha, za który otrzymał nominację do Oscara.
Sargent dwukrotnie zdobył Oscara za najlepszy scenariusz adaptowany do filmów Julia (1977) Freda Zinnemanna i Zwykli ludzie (1980) Roberta Redforda. Za scenariusz do Julii wyróżniono go także nagrodą BAFTA.
W czasie swojej trwającej ponad pół wieku kariery stworzył scenariusze do ponad trzydziestu filmów i seriali. Współpracował z tak uznanymi reżyserami jak m.in. Alan J. Pakula, Sydney Pollack, Martin Ritt, Norman Jewison, Stephen Frears czy Adrian Lyne.

## Życie prywatne
Jego pierwszą żoną była aktorka Joan Camden (1953–1975). Mieli razem dwie córki: Amandę i Jennifer. Po rozwodzie z Camden, Sargent przeżył ponad ćwierć wieku w związku z producentką i scenarzystką filmową, Laurą Ziskin. Pobrali się dopiero w 2010, na rok przed jej śmiercią na raka piersi.
Jego starszy brat Herb Sargent (1923–2005) był scenarzystą i producentem filmowym i telewizyjnym (produkował m.in. program rozrywkowy Saturday Night Live). Zdobył sześć nagród Emmy.

## Filmografia

### scenarzysta
- 1966: Gambit
- 1969: Był tu Salvaje (The Stalking Moon)
- 1969: Bezpłodna kukułka (The Sterile Cuckoo)
- 1970: Na krawędzi (I Walk the Line)
- 1972: Bezbronne nagietki (The Effect of Gamma Rays on Man-in-the-Moon Marigolds)
- 1973: Papierowy księżyc (Paper Moon)
- 1973: Miłość i ból i ta cała cholerna reszta (Love and Pain and the Whole Damn Thing)
- 1976: Narodziny gwiazdy (A Star Is Born)
- 1977: Bobby Deerfield
- 1977: Julia
- 1978: Zwolnienie warunkowe (Straight Time)
- 1979: Elektryczny jeździec (The Electric Horseman)
- 1980: Zwykli ludzie (Ordinary People)
- 1987: Wariatka (Nuts)
- 1988: Dominick i Eugene (Dominick and Eugene)
- 1990: Biały pałac (White Palace)
- 1991: Co z tym Bobem? (What About Bob?)
- 1991: Cudze pieniądze (Other People’s Money)
- 1992: Przypadkowy bohater (Hero)
- 1996: Bogus, mój przyjaciel na niby (Bogus)
- 1999: Wszędzie, byle nie tu (Anywhere But Here)
- 2002: Niewierna (Unfaithful)
- 2004: Spider-Man 2
- 2007: Spider-Man 3
- 2012: Niesamowity Spider-Man (The Amazing Spider-Man)[7][8]